# Liste des canonisations prononcées par Benoît XV
 (juin 2020).
Si vous disposez d'ouvrages ou d'articles de référence ou si vous connaissez des sites web de qualité traitant du thème abordé ici, merci de compléter l'article en donnant les références utiles à sa vérifiabilité et en les liant à la section « Notes et références ».
Cette page dresse la liste des personnes canonisées par le pape Benoît XV.
Lorsqu'une rigoureuse enquête canonique aboutie à la reconnaissance d'un miracle attribué à l'intercession d'un bienheureux, le pape signe le décret de canonisation. Seul le Souverain Pontife a la capacité de canoniser, puisqu'il déclare de manière infaillible et définitive, que le nouveau saint est au Ciel et qu'il intercède pour les hommes. La canonisation conduit le culte du saint à l'échelle universelle. 
Au cours de son pontificat (1914-1922), le pape Benoît XV a présidé 2 cérémonies de canonisations, célébrées dans la Basilique Saint-Pierre à Rome. Du fait sa rareté, une canonisation constituait un événement d'une grande importance. Les festivités, qui pouvaient s'étendre sur plusieurs jours, attiraient à Rome des milliers de fidèles.
Au total, le pape Benoît XV a proclamé 3 saints, les donnant comme modèles et intercesseurs aux croyants.

## Canonisations

### 13 mai1920

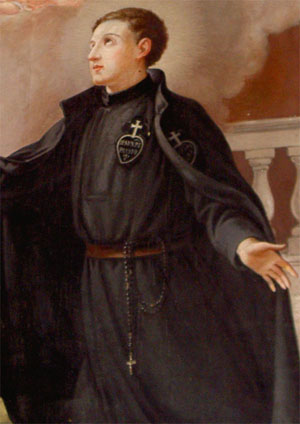
Saint Gabriel de l'Addolorata (1838-1862)
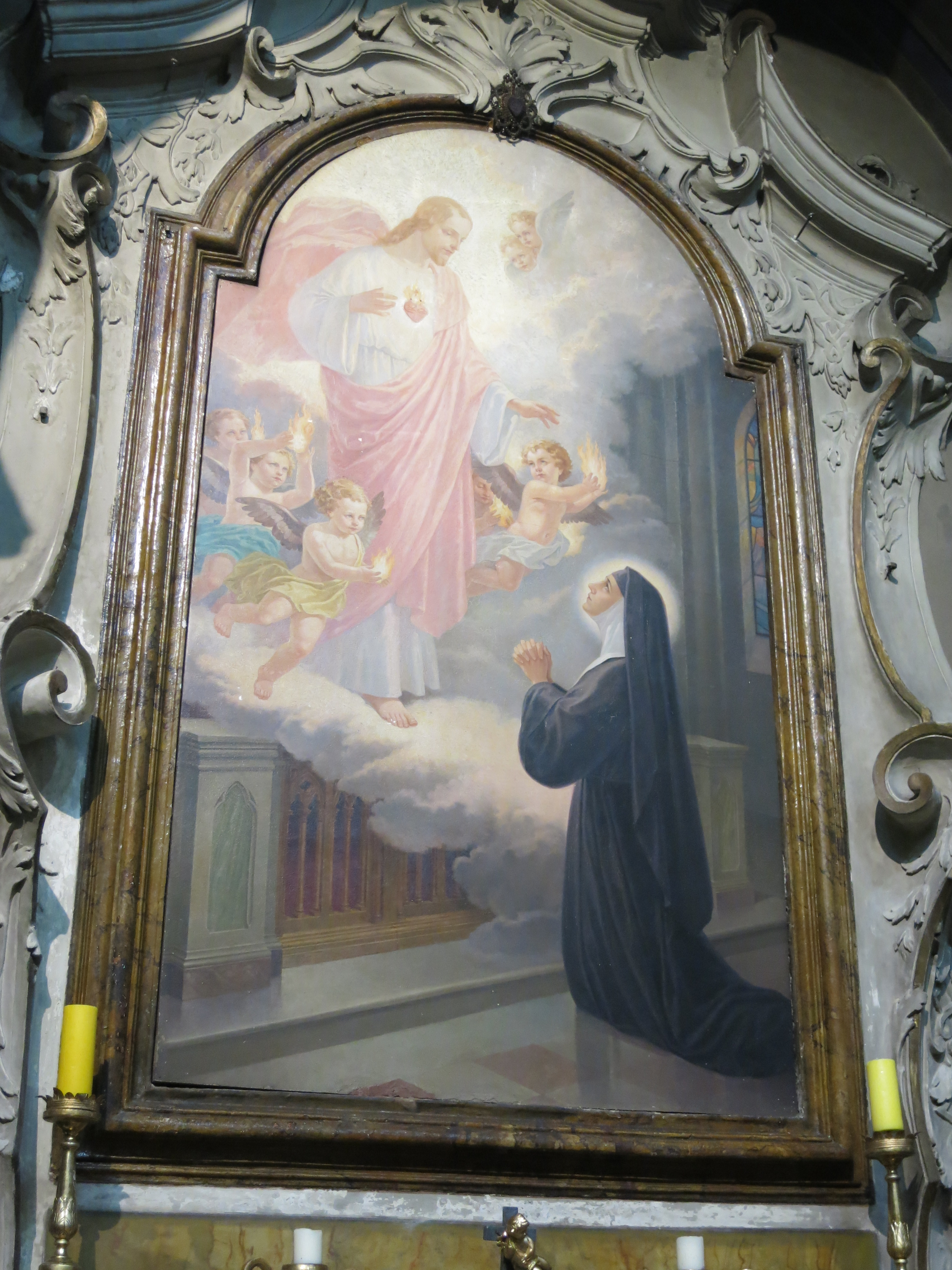
Sainte Marguerite-Marie Alacoque (1647-1690)

### 16 mai1920

Sainte Jeanne d'Arc (1412-1431)